# وتزا دآلبا
وتزا دآلبا (به ایتالیایی: Vezza d'Alba) یک کومونه در ایتالیا است که در استان کونیو واقع شده‌است. وتزا دآلبا ۱۴ کیلومتر مربع مساحت و ۲٬۲۶۱ نفر جمعیت دارد و ۳۱۳ متر بالاتر از سطح دریا واقع شده‌است.